# Бесе (Арјеж)
Бесе (фр. Besset) насеље је и општина у јужној Француској у региону Миди Пирене, у департману Аријеж која припада префектури Памје.
По подацима из 2011. године у општини је живело 148 становника, а густина насељености је износила 18,2 становника/km². Општина се простире на површини од 8,13 km². Налази се на средњој надморској висини од 290 метара (максималној 480 m, а минималној 279 m).

## Демографија
| 1962. | 1968. | 1975. | 1982. | 1990. | 1999. | 2011. |
| ----- | ----- | ----- | ----- | ----- | ----- | ----- |
| 64    | 88    | 98    | 114   | 123   | 119   | 148   |

График промене броја становника у току последњих година